# Jacob van Strij

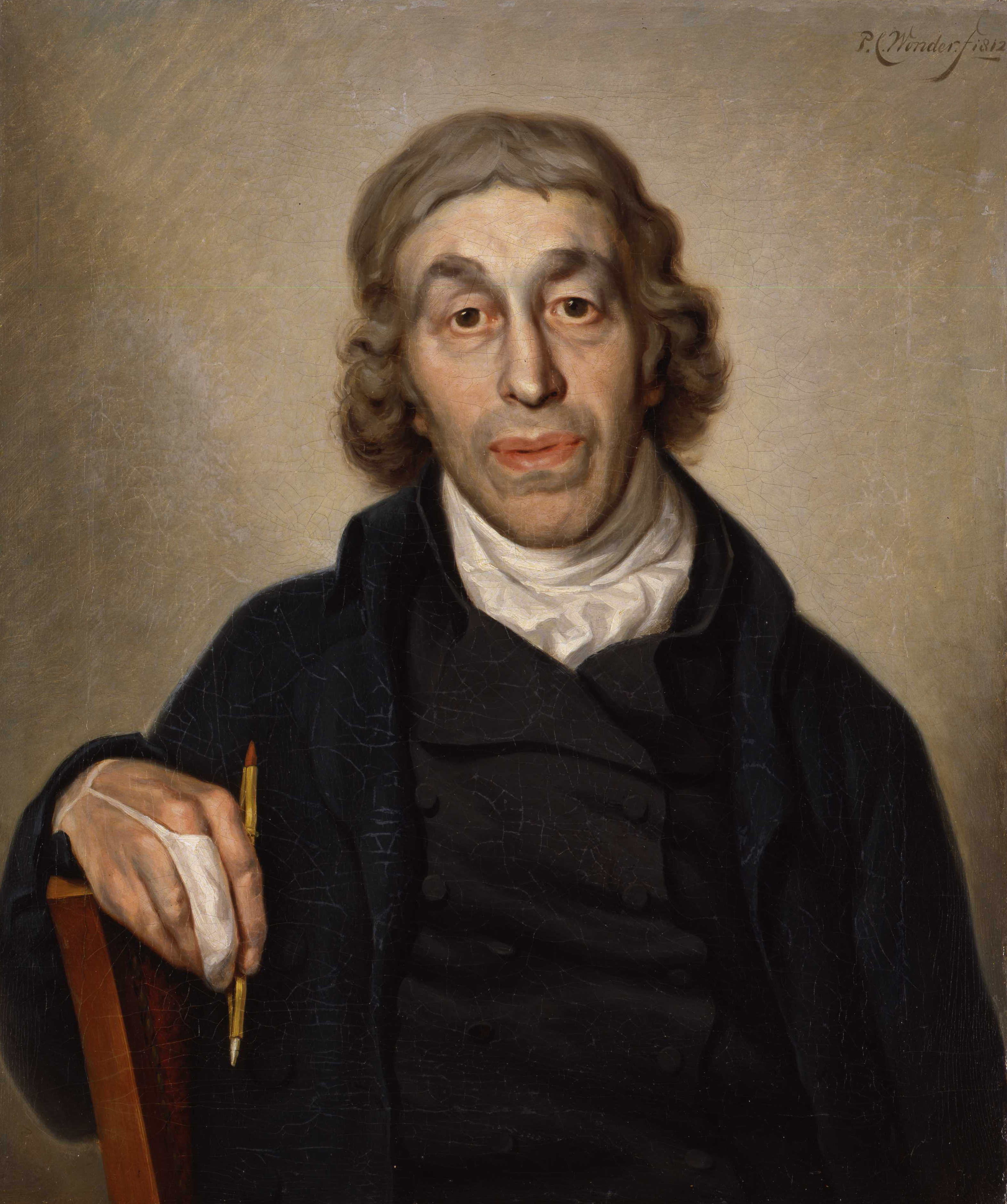
Jacob van Strij, 1812 gemalt von Pieter Christoffel Wonder, Dordrechts Museum

Jacob van Strij, auch in der Schreibweise van Stry (* 2. Oktober 1756 in Dordrecht; † 4. Februar 1815 ebenda), war ein niederländischer Maler.

## Leben
Jacob van Strij war eines von fünf Kind aus der Ehe des Stuben- und Dekorationsmalers Leendert van Strij (1728–1798), der sich am 22. März 1750 mit Catharina Smak vermählt und im März 1753 in der Grotekerksbuurt von Doordrecht ein Haus erworben hatte. Den ersten Mal- und Zeichenunterricht erhielten er und seine Brüder bei ihrem Vater, der auch einen Werkstattladen für Gemälde und Farben unterhielt.

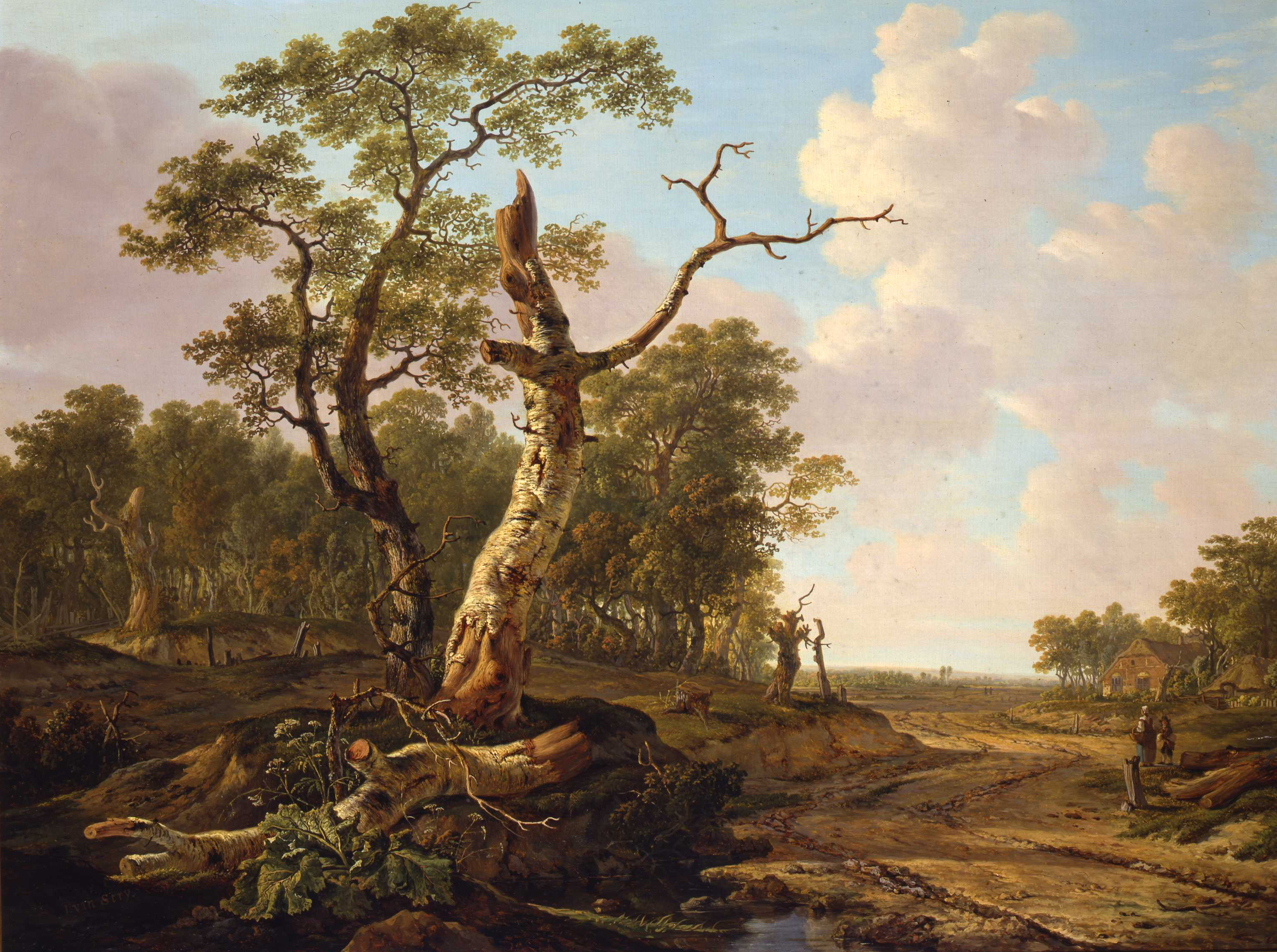
Landschaft mit totem Baum, Dordrechts Museum

In den Jahren 1774 bis 1776 besuchte er als Schüler von Andries Cornelius Lens (1739–1822) die Kunstakademie Antwerpen, wo sein Bruder, der Maler Abraham van Strij der Ältere, bereits 1772/1773 eingeschrieben gewesen war. Der unter anderem von seinem Bruder gegründeten „Teekengenootschap Pictura“ trat er nach dem Studium bei. 1784 wurde er Mitbegründer der Dordrechter Abteilung der „Maatschappij tot Nut van het Algemeen“, wo er sich im aufklärerischen Sinn sozial engagierte. So sorgte er für die Einrichtung einer Leihbibliothek und hielt öffentliche Vorträge über die niederländische Kunstgeschichte.
Am 24. Dezember 1786 vermählte er sich mit Magdalena Cornelia van Rijndorp aus Nimwegen, mit der er sechs Kinder hatte, von denen vier das Erwachsenenalter erreichten. Zusammen mit seinem Bruder Abraham übernahm er am 20. April 1787 den Gemäldeladen des Vaters, den sie erfolgreich weiterführten. Seit 1798 plagte ihn die Gicht.
Gemeinsam mit dem Bruder wurde er am 10. Juli 1809 zum korrespondierendes Mitglied der Königlich Niederländischen Akademie der Wissenschaften ernannt. Zu seinen Schülern zählen Pieter Rudolph Klijn (1785–1816), Johannes van Lexmond (1769–1838), Jacob de Meijer (1798–1884), und Gillis Smak-Gregoor (1770–1843).

## Werk

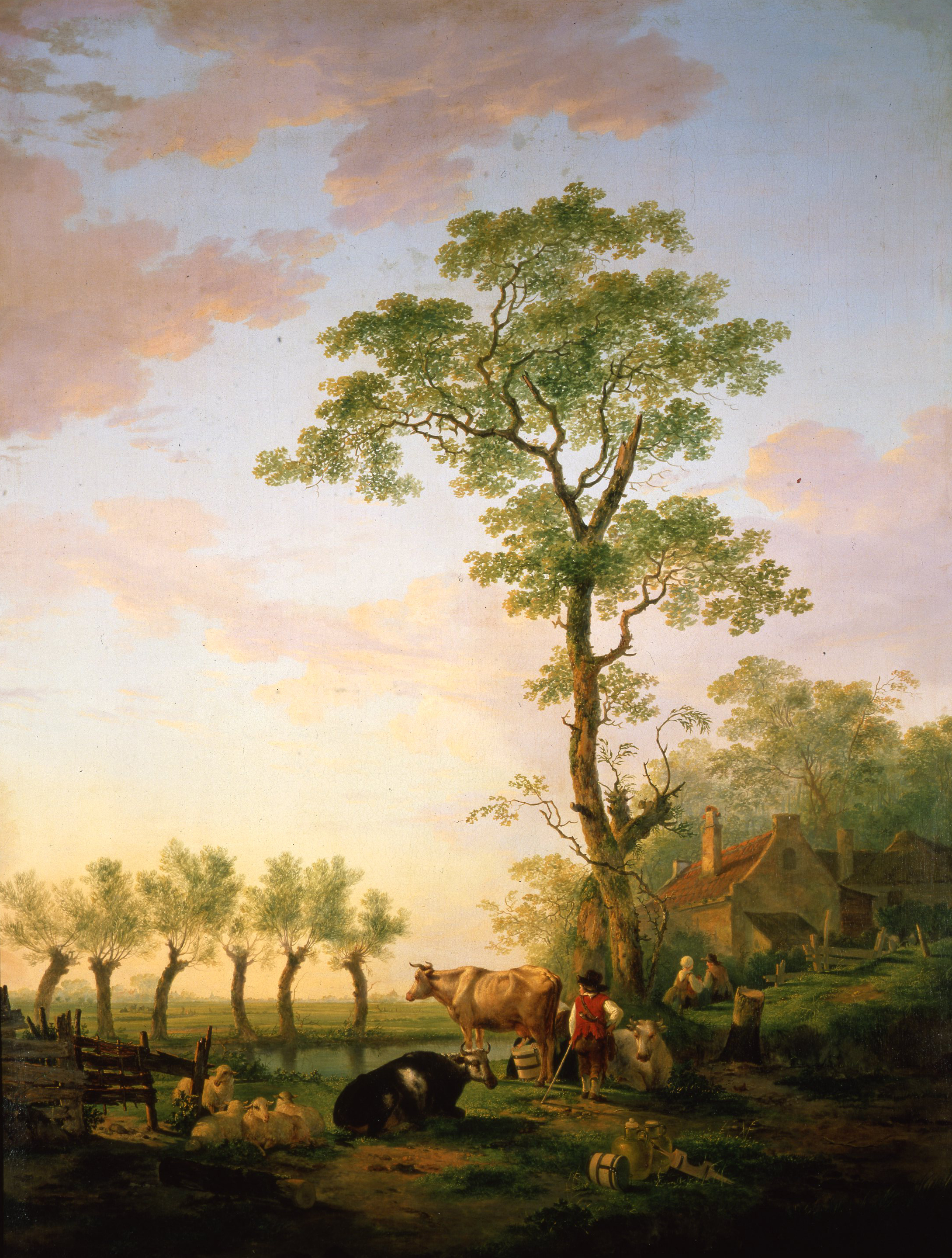
Holländische Landschaft mit Vieh an einem Bauernhof, Dordrechts Museum

Anfangs dekorierte er Zimmer mit mehrteiligen Wandtapeten, Supraporten und Kaminstücken. Bei diesen Arbeiten orientierte er sich an idyllischen Landschaftsmotiven, wie sie sowohl von den Meistern der hollandisierenden als auch der italianisierenden Landschaftsmalerei nach Vorbildern des 17. Jahrhunderts bekannt waren. Philips Wouwerman, Paulus Potter, Meindert Hobbema, Jan Wijnants und vor allem sein Dordrechter Stadtgenosse Aelbert Jacobsz. Cuyp waren die Vorbilder, die sein Schaffen besonders beeinflussten. Van Spij hatte Zugang zu den großen privaten Gemäldesammlungen von Jan Rombouts, Johan van der Linden van Slingeland (1701–1782) und Jan Danser Nijman (1735–1797), wo er deren Werke intensiv studierten konnte. Dabei arbeitete er sich besonders gründlich in Cuyps Schaffensweise ein, so dass ihm gar unterstellt wurde, dessen Gemälde gefälscht und sie als Originale in seinem Laden verkauft zu haben. Während sich die Nachfrage nach dekorativen Wandtapeten im letzten Viertel des 18. Jahrhunderts in den Niederlanden verringerte, wuchs mit der Rückkehr zum Tafelbild zugleich das Interesse am Revival der Landschaftsmalerei in der Art von Hobbema, Potter, Cuyp und Jacob van Ruisdael. Wie sein Bruder, der historisierende Darstellungen in den Gattungen Interieur- und Genrebilder schuf, betrieb Jacob van Strij im Bereich der Landschaftsmalerei die Wiederbelebung der pastoralen niederländischen Kunst, mit der er an die Malerei des Goldenen Zeitalters anzuknüpfen suchte. Dabei entwickelte er eine brillante Lichtbehandlung, wie sie ähnlich in den Werken von Cuyp und Potter zu verspüren ist. Seine Landschaftsidyllen, die dem in Schäferromanen entwickelten gesellschaftlichen Wunschbild einer „Batavisch Arcadia“ verpflichtet waren, erfuhren das Interesse einer internationalen Klientel von Sammlern.